# Martina Endepohls-Ulpe
Martina Endepohls-Ulpe (* 1956 in Rheydt) ist eine deutsche Psychologin. Sie ist apl. Professorin und akademische Direktorin an der Universität Koblenz-Landau (jetzt Universität Koblenz) und befindet sich seit Oktober 2022 im Ruhestand. Zu ihren Arbeitsbereichen zählen Entwicklungspsychologie, Pädagogische Psychologie, Diagnostik, Klinische Psychologie und Sozialpsychologie. Ihre Forschungsschwerpunkte sind Hochbegabung, Mädchen und Frauen in MINT, Technikerziehung sowie Geschlechterunterschiede im Bildungssystem.

## Werdegang
Von 1976 bis 1982 studierte Endepohls-Ulpe an der Rheinischen Friedrich-Wilhelms Universität in Bonn Psychologie. Nach dem Diplom übte sie zunächst eine Tätigkeit als wissenschaftliche Hilfskraft am Psychologischen Institut, dann am Psychologischen Seminar der Pädagogischen Fakultät an der Universität Bonn aus. Die Promotion folgte 1989 im Fach Psychologie.
Seit 1990 war sie akademische Rätin am Institut für Psychologie an der Universität Koblenz-Landau, Campus Koblenz, seit 1996 Akademische Oberrätin, 2004 folgte die Ernennung zur Akademischen Direktorin. Im Jahre 2010 habilitierte sie sich im Fachbereich Bildungswissenschaften an der Universität Koblenz-Landau. Endepohls-Ulpe erhielt die Venia Legendi für das gesamte Fach Psychologie. 2016 folgte die Ernennung zur außerplanmäßigen Professorin.

## Publikationen  (Auswahl)
- Endepohls-Ulpe, M. & Ostrouch-Kaminská, J. (2019). Gender – Diversity – Intersectionality. (New) Perspectives in Adult Education. Münster, New York: Waxmann.
- Quaiser-Pohl, C., Ruthsatz, V. & Endepohls-Ulpe, M. (Eds.) (2013). Diversity and Diversity Management in Education – A European Perspective. Münster: Waxmann.
- Quaiser-Pohl, C. & Endepohls-Ulpe, M. (Eds.). (2012). Women’s choices in Europe – Influence of gender on education, occupational career and family development. Münster: Waxmann.
- Quaiser-Pohl. C. & Endepohls-Ulpe,M. (Hrsg.) (2010) Bildungsprozesse im MINT-Bereich. Münster: Waxmann.
- Endepohls-Ulpe, M. (2009). Teaching gifted and talented children. In L.J. Saha & A.G. Dworkin. The New Handbook of Teachers and Teaching. Volume II (pp. 861-875). New York: Springer.
- Endepohls-Ulpe, M. & Jesse A. (2006) (Hrsg.). Familie und Beruf – weibliche Lebensperspektiven im Wandel. Frankfurt: Peter Lang.